# Henry Houssaye
Ne doit pas être confondu avec Henry Houssaye (romancier).
Pour les articles homonymes, voir Houssaye.

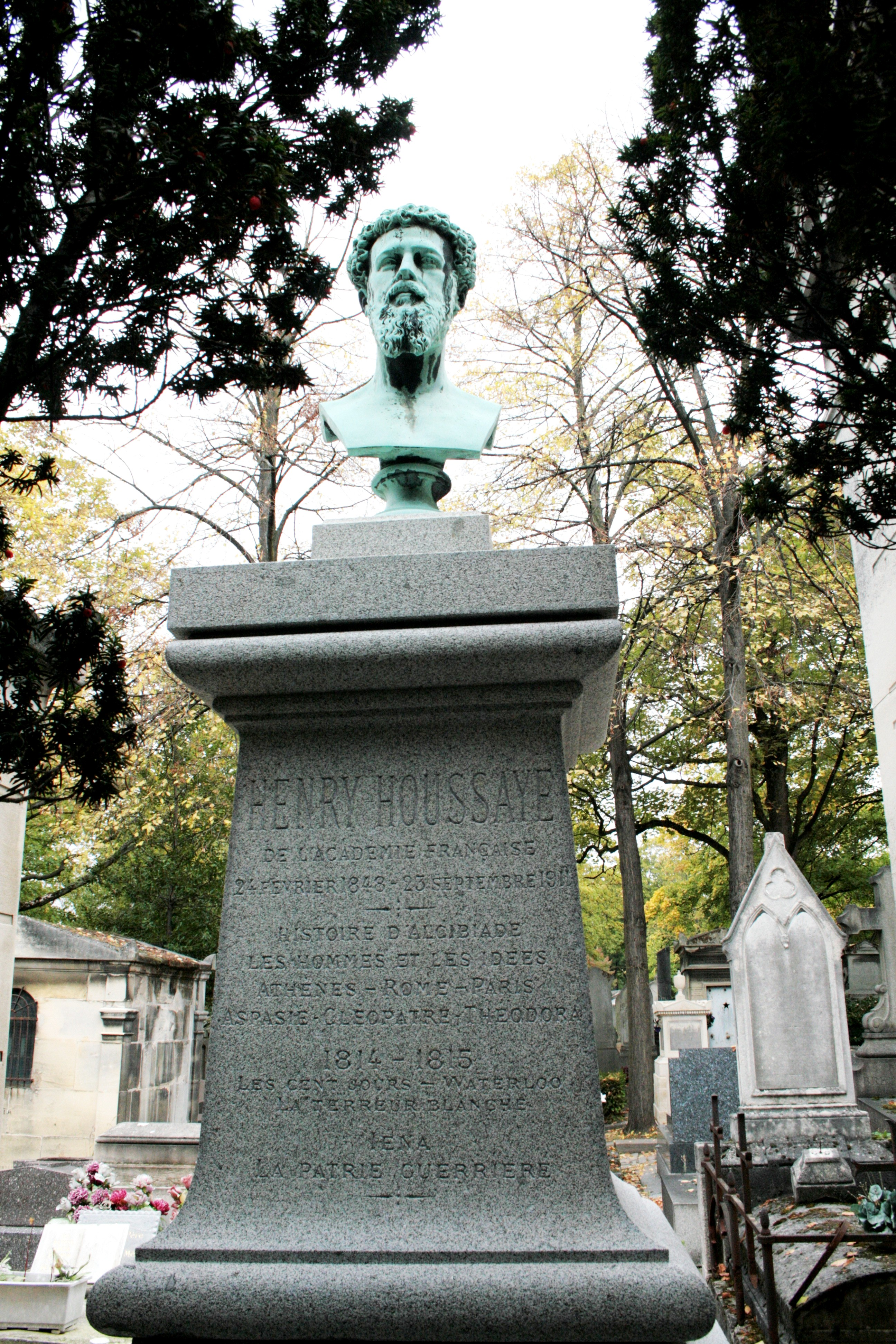
Tombe de Henry Houssaye au cimetière du Père-Lachaise (div. 4), à Paris.

Henry Houssaye, né à Paris le 24 février 1848 et mort dans la même ville le 23 septembre 1911, est un historien, critique d'art et critique littéraire français.

## Biographie
Fils de l’écrivain Arsène Houssaye, alors inspecteur général des musées de province, et de sa première épouse Anne-Stéphanie Bourgeois, fille de l'artiste-peintre Edmée Brucy, Henry Houssaye fit ses premières études au lycée Henri-IV à Paris et termina son instruction sous la direction particulière du poète Philoxène Boyer. Il voulait d'abord être peintre, mais un voyage en Grèce qu'il entreprit en 1868 nourrit son intérêt précoce pour l’histoire de la Grèce antique, dont il fit le sujet de plusieurs ouvrages : Histoire d’Apelles (1867) ; L’Armée dans la Grèce antique (1867) ; Histoire d’Alcibiade et de la République athénienne, depuis la mort de Périclès jusqu’à l’avènement des trente tyrans (1873) ; Le Premier Siège de Paris, an 52 avant l’ère chrétienne (1876) ; d’articles comme : Le Nombre des citoyens d’Athènes au Ve siècle avant l’ère chrétienne (1882) ; L’Ostracisme à Athènes (1883) ; La Loi agraire à Sparte (1884) ; et de deux recueils d’essais : Athènes, Rome, Paris, l’histoire et les mœurs (1879) et Aspasie, Cléopâtre, Théodora (1889).
De retour en France lors de la guerre franco-prussienne de 1870, il servit comme sous-lieutenant et comme officier d'ordonnance et fut nommé chevalier de la Légion d'honneur pour s'être distingué dans plusieurs batailles. Après la guerre, il se consacra totalement à son œuvre historique et critique. Il aborda l’histoire, particulièrement l’histoire militaire, de Napoléon Ier avec 1814 (1888), qui n’eut pas moins de 46 éditions. Il publia ensuite 1815, ouvrage monumental en trois parties (publiées en 1893, 1899 et 1905) qui s’appuie sur la quasi-totalité des sources alors disponibles et comporte un appareil critique extrêmement abondant.
Journaliste, il collabora à de nombreux périodiques auxquels il donna des articles d’archéologie, d’histoire et de littérature : L'Artiste, La Presse, la Revue du XIXe siècle (sous le pseudonyme de Georges Werner), La Revue française, la Gazette des beaux-arts, Le Journal des Débats.
Il fut élu à l’Académie française en 1894.
Le 27 octobre 1875, il épousa dans le 8e arrondissement de Paris, Eugénie Ritter, née le 21 mai 1855 à Nevada City, en Californie. À ce sujet, André de Fouquières a écrit : « Il avait épousé une Américaine qui tenait fort à ce qu’on l’appelât comtesse Henry Houssaye. »
Henry Houssaye fut Président de la Société des gens de lettres de 1896 à 1899.
Il habita d’abord l’hôtel particulier de son père 39, avenue de Friedland dans le 8e arrondissement avant de s’installer 50, avenue Victor-Hugo dans le 16e arrondissement.

## Réception critique
Jugements cités par Joseph Uzanne : 
- Anatole France : « Chez M. Henry Houssaye, pas de phrases, point de paroles vaines et ornées. Partout la vérité des faits et l'éloquence des choses. »
- Jules Simon : « Je rends justice à cette étude savante, à cette exposition claire et complète où l'auteur laisse parler les faits sans y mêler aucune réflexion, et dans laquelle cependant on lit sa pensée à chaque page. »
- Ferdinand Brunetière : « Précision des renseignements, choix heureux des détails, netteté de l'ordonnance, juste proportion des parties, vigueur enfin du style, tout concourt à faire de ces livres comme un tableau dont la sévère beauté n'a d'égale que la solidité de l'instruction qu'on en tire. »

## Publications
(liste non exhaustive)
- Histoire d’Apelles (1867)
- L’Armée dans la Grèce antique (1867)
- Histoire d’Alcibiade et de la République athénienne, depuis la mort de Périclès jusqu’à l’avènement des trente tyrans (1873, 3 vol.)  Ouvrage couronné par l'Académie française en 1874.
- Le Premier Siège de Paris, an 52 avant l’ère chrétienne (1876)
- Athènes, Rome, Paris : l’histoire et les mœurs (1879)
- L’Art français depuis dix ans (1882)
- Les Hommes et les Idées (1886)
- 1814, Histoire de la Campagne de France et la Chute de l'Empire (1888)
- Le Salon de 1888 (1888)
- Aspasie, Cléopâtre, Théodora (1889)
- 1815 (3 vol. : La Première Restauration. Le Retour de l’Ile d’Elbe. Les Cent-Jours, 1893 ; Waterloo, 1899 ; La Seconde Abdication. La Terreur Blanche,1905)
- La Charge, tableau de bataille (1894)
- Napoléon homme de guerre, illustré par Charles Morel (1904)
- La Garde meurt et ne se rend pas. Histoire d’un mot historique (1907)
- Iéna et la campagne de 1806 (1912, posthume)
- La Patrie guerrière (1913, posthume)
- Le Dernier Jour de Napoléon à la Malmaison (29 juin 1815), pièce en un acte (1914, posthume)
- La Vieille Garde impériale (1932, posthume)

L’Académie française lui attribuait à tort deux romans posthumes (Henry Houssaye n’a écrit aucun roman) : Terre de haine (1963) et Un baiser sur le Rhin (1964), œuvres d'un autre Henry Houssaye.

## Distinctions
- Officier de la Légion d'honneur